# Скосырев, Дмитрий Иванович
Дмитрий Иванович Скосырев (1 апреля 1949, Мурманск) — советский биатлонист. Трёхкратный чемпион СССР в эстафете (1973, 1974) и гонке патрулей (1975). Мастер спорта СССР международного класса (1975), заслуженный тренер России.

## Биография
Занимался биатлоном с 1966 года, первый тренер — В. С. Климов. Представлял спортивное общество «Труд» и город Мурманск. Работал электриком в Мурманском морском рыбном порту.
На чемпионатах СССР по биатлону одержал три победы. В 1973 году стал чемпионом в эстафете в составе команды общества «Труд». На следующий год на соревнованиях, проводившихся в рамках зимней Спартакиады народов СССР, выиграл эстафетное золото в составе сборной РСФСР. В 1975 году в составе сборной общества «Труд» стал победителем первой в истории чемпионатов СССР (проводимой по новым правилам) гонки патрулей.
В 1972 и 1974 годах становился чемпионом СССР по летнему биатлону в индивидуальной гонке, а в 1973 году занял второе место, уступив Ярославу Сороке.
Также становился победителем и призёром международных соревнований в Кавголово, дважды (1971 и 1973) становился абсолютным чемпионом соревнований «Праздник Севера» в Мурманске.
По окончании спортивной карьеры стал тренером. Окончил Челябинский институт физической культуры (1983). Работал тренером-преподавателем в Мурманской областной специализированной детско-юношеской спортивной школе олимпийского резерва по зимним видам спорта (ГАУМО МОСШОР по ЗВС). По состоянию на середину 2010-х годов работает в Санкт-Петербургском институте им. Лесгафта и петербургской СДЮСШОР № 3. Имеет республиканскую категорию как судья соревнований по биатлону. Живёт в Токсово Всеволожского района Ленинградской области.
Призёр чемпионата мира по биатлону среди ветеранов (Контиолахти, Финляндия), победитель и призёр чемпионата России среди ветеранов.
Занесён в Книгу почёта Мурманской области.

## Семья
Брат Геннадий тоже был биатлонистом и тренером по биатлону, его сын Олег был чемпионом мира по биатлону среди юниоров в эстафете (1987). Племянница Ольга, дочь ещё одного брата Анатолия — участница международных соревнований по биатлону в составе сборной России, позднее тоже стала тренером.